# Dan Lăzărică
Dan Claudiu Lăzărică (* 11. Mai 1992 in Bukarest) ist ein rumänischer Leichtathlet, der sich auf den Hochsprung spezialisiert hat.

## Sportliche Laufbahn
Erste internationale Erfahrungen sammelte Dan Lăzărică im Jahr 2015, als er bei den Balkan-Meisterschaften im heimischen Pitești mit übersprungenen 2,15 m den fünften Platz belegte. 2017 gewann er dann bei den Balkan-Meisterschaften in Novi Pazar mit 2,14 m die Silbermedaille und schied anschließend bei der Sommer-Universiade in Taipeh mit einer Höhe von 2,10 m in der Qualifikationsrunde aus. Im Jahr darauf wurde er bei den Balkan-Hallenmeisterschaften in Istanbul mit 2,05 m Neunter und 2019 erreichte er bei den Balkan-Hallenmeisterschaften ebendort mit 2,10 m Rang sechs. 2021 gelangte er bei den Balkan-Meisterschaften in Smederevo mit 2,13 m auf den geteilten fünften Platz und im Jahr darauf wurde er bei den Balkan-Hallenmeisterschaften in Istanbul mit 2,05 m Siebter.
In den Jahren 2016, 2017 und 2021 wurde Lăzărică rumänischer Meister im Hochsprung im Freien sowie 2018, 2019 und 2022 in der Halle.

## Persönliche Bestleistungen
- Hochsprung: 2,24 m, 7. Juli 2021 in Pitești
  - Hochsprung (Halle): 2,23 m, 6. Februar 2019 in Bukarest